# 中南军政委员会
中南军政委员会是中华人民共和国成立初期中南地区的最高政权机关，1950年2月5日在武汉成立。机关住址在汉口四唯路。

## 历史
1949年3月，中原临时人民政府在开封成立；同年12月，中央人民政府任命中南军政委员会主席、副主席和委员。
1950年2月5月至15日，中南军政委员会成立大会在武汉召开。中央人民政府委员会第四次会议批准，撤销中原临时人民政府。辖区包括武汉市、河南省、湖北省、湖南省、江西省、广州市、广东省、广西省。1950年8月，林彪因病赴京，邓子恢任中南军政委员会代主席。
1952年11月5日，根据中央人民政府决定，中南军政委员会改为中南行政委员会。1953年1月21日，根据中央人民政府《关于改变大行政区人民政府（军政委员会）机构与任务的决定》，邓子恢在中南军政委员会第六次会议上宣布撤销中南军政委员会，中南行政委员会成立。

## 领导机构
- 主席：林彪
- 副主席：邓子恢、叶剑英、程潜、张难先
- 委员：李先念、李雪峰、卜盛光、吴德峰、贺衡夫、方方、王宏坤、王毅斋、仇鳌、古大存、丘哲、朱仙舫、朱早观、李一清、李任仁、李明灏、李步青、李章达、李达、李坚贞、杜国庠、吴芝圃、吴德峰、林平、邵式平、周纯全、周苍柏、周鲠生、唐生智、许凌青、陈正人、陈再道、陈此生、陈奇涵、陈明仁、陈经畲、陈铭枢、陈漫远、张文、张执一、张轸、张云逸、张玺、陶铸、冯白驹、嵇文甫、黄琪翔、彭一湖、彭笑千、贺贵严、杨至成、杨东尊、赵毅敏、熊晋槐、刘一峰、刘之纲、刘斐、刘积学、潘正道、潘梓年、赖传珠、钱瑛、蕭克、蕭勁光、简玉阶、戴子良、谭政、饶思诚、王首道、黄克诚、莫文骅、赵尔陆、夏之栩、王树声、朱涤新、周礼（周里）、侯连瀛、倪志亮、唐星、徐林、张平化、张金保、曾志、曾泽生、黄永胜、方毅、雷经天、邓华、邓文翚、郑绍文、聂国青、苏静、肖向荣、文年生、方强、李天佑、李作鹏、詹才芳、刘建勋、唐天际、杨奇清、金明、区梦觉、杜润生、孔祥祯、易秀湘、刘子厚、许崇清、覃应机、王國興

## 工作机构
秘书长
- 张执一（1950年3月－1953年1月）

副秘书长
- 文敏生（1950年3月－1952年）、魏今非（1950年6月－1953年1月）

办公厅
- 主任：魏今非（1950年6月－1953年1月）
- 副主任：王焕宇（1951年2月－1953年1月）

政法委员会
- 主任：李雪峰（1951年8月－1953年1月）
- 副主任：张执一（1951年8月－1953年1月）、黄琪翔（1951年8月－1953年1月）、杨奇清（1952年2月－1953年1月）

财经委员会
- 主任：邓子恢（1950年3月－12月）、林彪（1950年12月－1953年1月）
- 副主任：李一清（1950年3月－1953年1月）、范醒之（1950年3月－1953年1月）、邓子恢（1950年12月－1953年1月）、刘杰（1950年12月－1953年1月）、唐天际（1952年9月－1953年1月）、牛佩琮（1952年5月－1953年1月）

文教委员会
- 主任：赵毅敏（1950年3月－1953年1月）
- 副主任：潘梓年（1950年3月－1953年1月）、李达（1950年3月－1953年1月）、周鲠生（1950年3月－1953年1月）

人民监察委员会
- 主任：谭政（1950年3月－1953年1月）
- 副主任：钱瑛（1950年3月－1952年）、唐星（1950年3月－1953年1月）、王翰（1951年2月－1953年1月）

土地改革委员会
- 主任：李雪峰（1950年3月－1953年1月）
- 副主任：杜润生（1950年3月－1953年1月）、郝中士（1950年3月－1953年1月）

民族事务委员会
- 主任：张执一（1951年9月－1953年1月）
- 副主任：陈经畲（1951年9月－1953年1月）、熊寿祺（1951年9月－1953年1月）

公安部
- 部长：卜盛光（1950年3月－1952年2月）、杨奇清（1952年2月－1953年1月）
- 副部长：钱益民（1950年3月－1952年2月）、文敏生（1952年2月－1953年1月）、杨一辰（1952年2月－1953年1月）

司法部
- 部长：黄琪翔（1950年3月－1953年1月）
- 副部长：徐风笑（1950年3月－1953年1月）

人事局
- 局长：文敏生（1950年6月－1951年3月）
- 副局长：孟起（1950年6月－1951年3月）

人事部
- 部长：钱瑛（1951年3月－1952年）
- 副部长：潘琪（1951年3月－1952年）、张如屏（1952年6月－1953年1月）、孙西岐（1952年6月－1953年1月）

民政部
- 部长：郑绍文（1950年3月－1953年1月）
- 副部长：李朗灏（1950年3月－1953年1月）、潘琪（1950年3月－1951年3月）、周季方（1951年8月－1952年）

贸易部
- 部长：曾传六（1950年3月－1953年1月）
- 副部长：陈醒（1950年3月－1953年1月）、孙耀华（1950年3月－1953年1月）

水利部
- 部长：刘斐（1950年3月－1953年1月）
- 副部长：林一山（1950年3月－1953年1月）、潘正道（1950年3月－1953年1月）

财政部
- 部长：徐林（1950年3月－1951年）、范醒之（1952年1月－9月）、宋乃德（1952年9月－1953年1月）
- 副部长：杨少桥（1950年3月－1953年1月）、管寒涛（1951年8月－1953年1月）

粮食部
- 部长：杨少桥（1952年9月－1953年1月）

农林部
- 部长：陈铭枢（1950年3月－1953年1月）
- 第一副部长：彭笑千（1950年3月－1953年1月）
- 第二副部长：许子威（1950年10月－1953年1月）兼党组书记
- 第三副部长：朱江户（1950年11月－1952年）

重工业部
- 部长：朱毅（1950年3月－11月）
- 副部长：曾志（1950年3月－11月）、王盛荣（1950年3月－11月）

轻工业部
- 部长：杨至诚（1950年3月－11月）
- 副部长：周苍柏（1950年3月－11月）、魏延槐（1950年3月－11月）、姚醒吾（1950年3月－11月）

工业部
- 部长：刘杰（1950年11月－1953年1月）
- 副部长：朱毅（1950年11月－1952年）、魏延槐（1950年11月－1953年1月）、周苍柏（1950年11月－1953年1月）、曾志（1950年11月－1953年1月）、王盛荣（1950年3月－1951年）、潘琪（1952年6月－1953年1月）、袁振（1952年9月－1953年1月）
- 有色金属管理局长王盛荣

交通部
- 部长：贺耀祖（1950年3月－1953年1月）
- 副部长：刘惠农（1950年3月－1953年1月）、吴自立（1950年3月－1952年）、左叶（1952年5月－1953年1月）

建筑工程部
- 部长：唐天际（1952年10月－1953年1月）
- 副部长：高元贵（1952年10月－1953年1月）、田维扬（1952年10月－1953年1月）

文化部
- 部长：赵毅敏（1950年3月－1953年1月）
- 副部长：许凌青（1950年3月－1953年1月）、陈荒煤（1950年3月－1952年）、徐懋庸（1951年11月－1952年）

教育部
- 部长：潘梓年（1950年3月－1953年1月）
- 副部长：李步青（1950年3月－1953年1月）、陈剑修（1950年3月－1953年1月）、徐懋庸（1952年6月－1953年1月）

卫生部
- 部长：孙仪之（1950年3月－1952年7月）、齐仲桓（1952年7月－1953年1月）
- 副部长：齐仲桓（1950年3月－1952年7月）、林之翰（1950年3月－1953年1月）、姚克方（1950年3月－1953年1月）

文化事业管理局
- 局长：陈荒煤（1952年6月－1952年）

合作事业管理局
- 局长：李一清（1950年11月－1953年1月）
- 副局长：武光清（1950年11月－1953年1月）

物资管理局
（由中南清仓分会与财政部供应局合并组成）
- 局长：曾传六（1950年11月－1953年1月）
- 副局长：宋绍林（1950年11月－1953年1月）、叶声（1951年1月－1953年1月）

劳动局
- 局长：孔祥祯（1950年3月－1953年1月）

计划局
- 局长：李一清（1950年3月－1953年）
- 副局长：高元贵（1950年3月－1951年）

军工局
- 朱毅兼任局长
- 王元一、吴运铎任副局长

新闻出版局
- 局长：熊复（1950年3月－1951年12月）
- 副局长：张文藻（1950年3月－1953年1月）

参事室
- 主任：仇鳌（1950年3月－1953年1月）
- 副主任：彭一湖（1950年3月－1953年1月）、聂国青（1950年3月－1953年1月）、邱肱良（1950年3月－1952年）

中央人民政府最高人民法院中南分院
- 院长：雷经天（1950年8月－1953年1月）
- 副院长：宋琏（1952年12月－1953年1月）

中央人民政府最高人民检察署中南分署
- 检察长：朱涤新（1950年4月－1951年9月）、卜盛光（1951年9月－1952年1月）、杨奇清（1952年2月－1953年1月）
- 副检察长：周光坦（1950年4月－1953年1月）